# Stefan Šapić
Stefan Šapić (in serbo Стефан Шапић?; Belgrado, 26 febbraio 1997) è un calciatore serbo, difensore dell'Hyderabad.

## Carriera

### Club
Il 15 febbraio 2018 ritorna per fine prestito alla squadra serba del Čukarički.